# Evedal och Hultet
Evedal och Hultet var en av SCB avgränsad och namnsatt småort i Växjö kommun i Kronobergs län. Den bestod av brunnsorten Evedal och villaområdet Hultet strax norr om Växjö. Före 2015 avgränsades bebyggelen av SCB till en småort för att från 2015 räknas som en del av tätorten Växjö.